# サイウンカク
Euphorbia trigona はガボンからマラウイにかけて分布する多年生植物である。園芸名は彩雲閣（サイウンカク）。種小名のtrigonaはラテン語で「三角形の」の意。直立し3つあるいは4つに分かれた茎を持つ。茎自身は深緑色であり、V型の薄緑色の模様がある。茎の隆線には約5 mmの長いとげが2つ1組の対である。水滴形の葉はそれぞれの隆線上の2つのとげの間から成長する。この植物は花が咲かないことで知られており、交雑種の可能性がある。多くの他のトウダイグサ属の種と同様に、この植物の乳液は有毒であり、皮膚炎を引き起こす。サイウンカクは−3 ℃までの低温に耐えることができる。砂地を好むが、水はけがよければほとんどの種類の土壌に耐えることができる。茎を切った後、植付けの前に腐らせずカルスを形成できるように3-7日間乾燥させれば、茎挿しから非常に容易に根を下ろす。高さは1.5-3 メートルに成長する。害虫は付かない。問題は根が浅く小さいため、大きく育った時に倒れに弱い点である。
多肉化するトウダイグサ属植物という条件に当てはまるためワシントン条約（CITES）附属書IIの適用対象となるが、人工的に繁殖させた栽培品種の標本であれば条約の条項の対象とならない。

## 利用
人間により栽培されたものだけが知られており、観葉植物として一般的に使われる。ガボンでは儀式用の植物や生け垣として使われている。

## ギャラリー

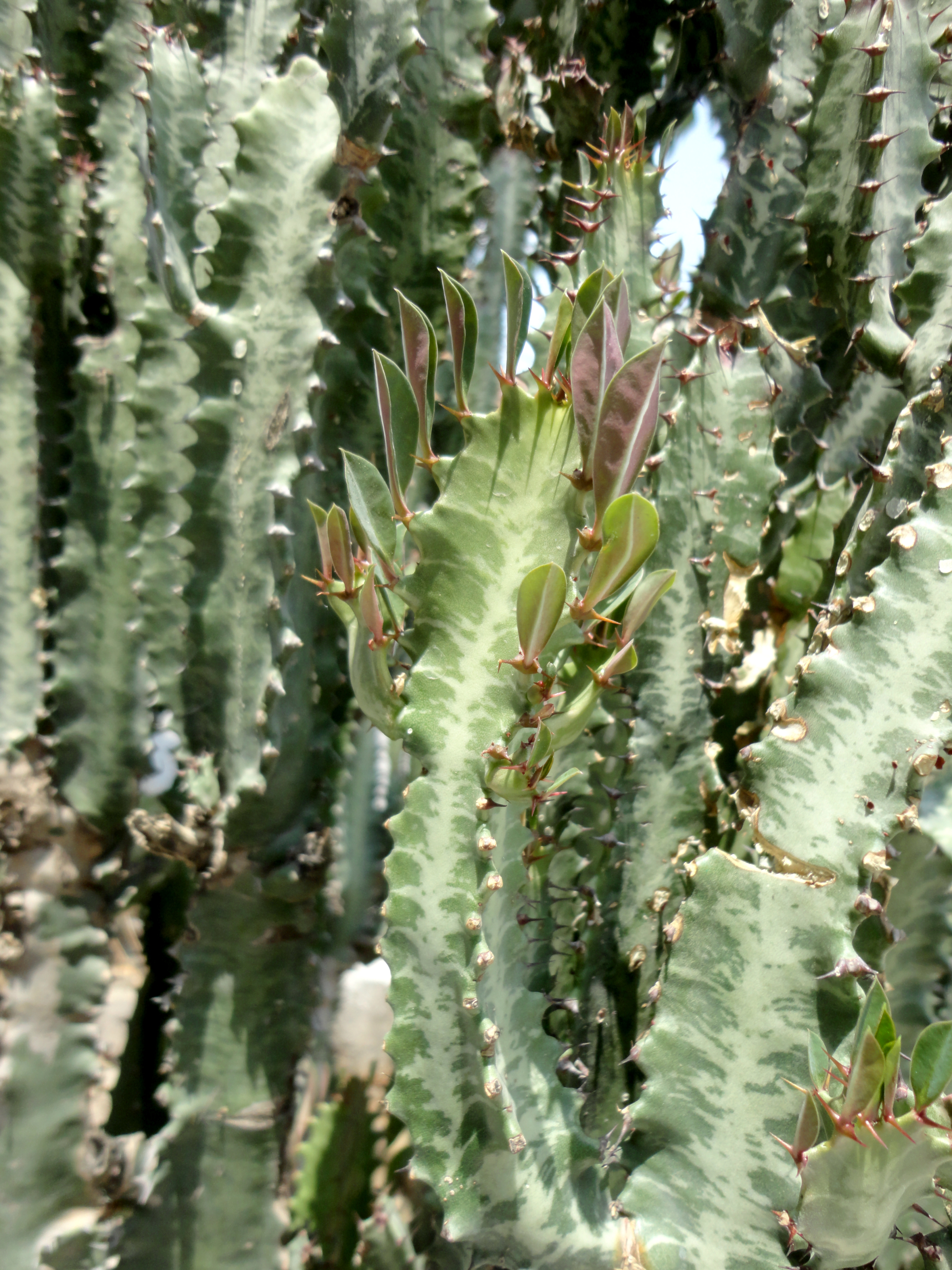
細部
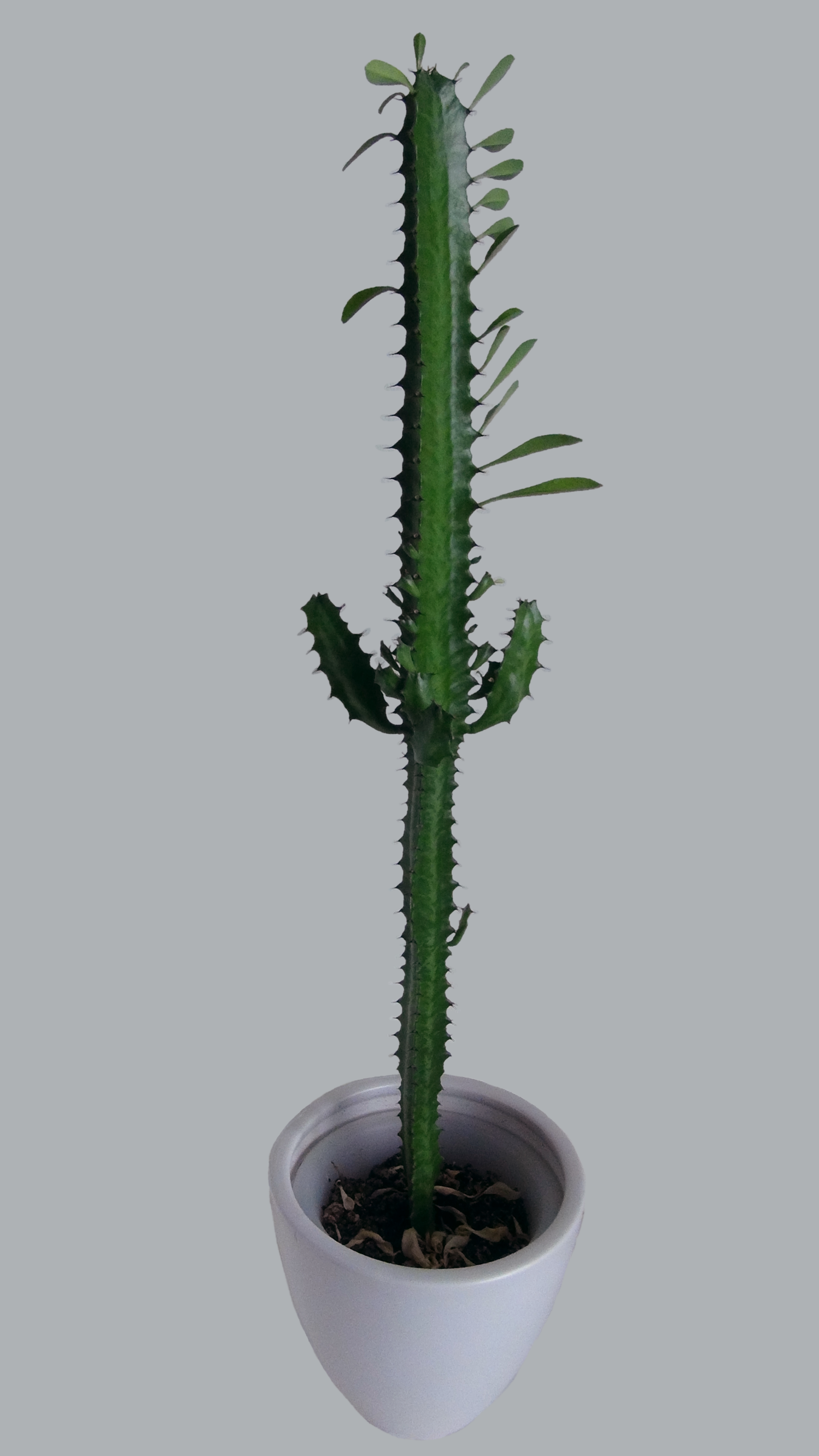
ポット植えされたサイウンカク
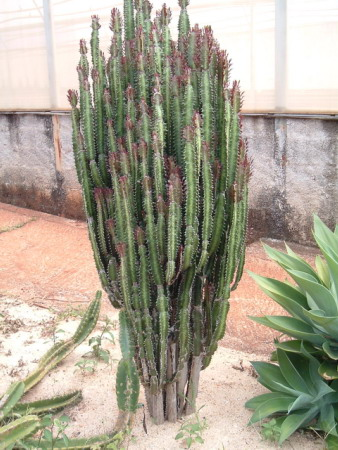
Euphorbia trigona f. rubra
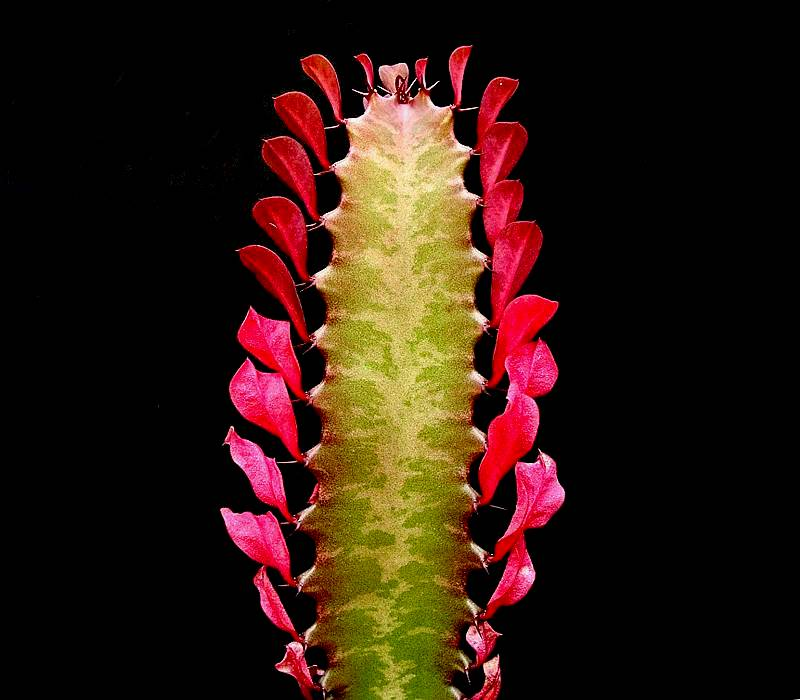
Euphorbia trigona f. rubra
サイウンカクに含まれる炎症性化合物[10]。インゲノールエステルの一種。